# Вишгородоцька сільська рада
Вишгородо́цька сільська́ ра́да — адміністративно-територіальна одиниця та орган місцевого самоврядування в Лановецькому районі Тернопільської області. Адміністративний центр — село Вишгородок.

## Загальні відомості
- Територія ради: 3,88 км²
- Населення ради: 916 осіб (станом на 2001 рік)
- Територією ради протікає річка Свинорийка

## Населені пункти
Сільській раді були підпорядковані населені пункти:
- с. Вишгородок
- с. Соколівка

## Склад ради
Рада складалася з 16 депутатів та голови.
- Голова ради:
- Секретар ради: Зелененька Неоніла Михайлівна

### Керівний склад попередніх скликань
| Прізвище, ім'я, по батькові | Основні відомості                                                                                                | Дата обрання | Дата звільнення |
| --------------------------- | --- | ------------ | --------------- |
| Стасюк Галина Іванівна      | Сільський голова, 1948 року народження                                                                           | 26.03.2006   | 31.10.2010      |
| Малишко Наталія Іванівна    | Сільський голова, 1967 року народження, освіта середня спеціальна, член Всеукраїнського об'єднання «Батьківщина» | 31.10.2010   | 07.08.2014      |

Примітка: таблиця складена за даними сайту Верховної Ради України

### Депутати
За результатами місцевих виборів 2010 року депутатами ради стали:

#### За суб'єктами висування
| Суб'єкт висування                                       | Кількість обраних депутатів | %    |
| ------------------------------------------------------- | --------------------------- | ---- |
| Політична партія Всеукраїнське об'єднання «Батьківщина» | 9                           | 56,3 |
| Політична партія «Громадянська позиція»                 | 3                           | 18,8 |
| Самовисування                                           | 2                           | 12,5 |
| Соціалістична партія України                            | 2                           | 12,5 |

#### За округами
| № округу                                                | Прізвище, ім'я, по батькові   | Дата визнання обраним | Освіта             | Партійна приналежність                        | Відомості про обраного депутата                         |
| ------------------------------------------------------- | ----------------------------- | --------------------- | ------------------ | --------------------------------------------- | ------------------------------------------------------- |
| Політична партія Всеукраїнське об'єднання «Батьківщина» |                               |                       |                    |                                               |                                                         |
| 1                                                       | Сидорук Наталія Тимофіївна    | 05.11.2010            | вища               | позапартійна                                  | ФГ «СМП», бухгалтер                                     |
| 2                                                       | Чернов Віталій Володимирович  | 05.11.2010            | вища               | член Всеукраїнського об'єднання «Батьківщина» | ХФ ТОВ «Біотрейд», старший спеціаліст                   |
| 5                                                       | Хортик Наталя Борисівна       | 05.11.2010            | вища               | член Всеукраїнського об'єднання «Батьківщина» | Дитсадок «Ромашка» с. Вишгородок, директор              |
| 7                                                       | Пчола Ігор Володимирович      | 05.11.2010            | вища               | позапартійний                                 | Корначовецька загальноосвітня школа І-ІІ ст., вчитель   |
| 8                                                       | Романюк Таїса Іванівна        | 05.11.2010            | вища               | член Всеукраїнського об'єднання «Батьківщина» | Лановецький РВК с. Жуківці, бібліотекар                 |
| 9                                                       | Зелененька Неоніла Михайлівна | 05.11.2010            | вища               | позапартійна                                  | Вишгородоцька сільська рада, секретар                   |
| 12                                                      | Петровський Валерій Іванович  | 05.11.2010            | вища               | член Всеукраїнського об'єднання «Батьківщина» | приватний підприємець                                   |
| 13                                                      | Розмахніна Руслана Василівна  | 05.11.2010            | вища               | позапартійна                                  | фельдшерсько-акушерський пункт с. Вишгородок, медсестра |
| 14                                                      | Кізюк Петро Іванович          | 05.11.2010            | середня            | позапартійний                                 | тимчасово не працює                                     |
| Політична партія «Громадянська позиція»                 |                               |                       |                    |                                               |                                                         |
| 3                                                       | Мамчур Андрій Андрійович      | 05.11.2010            | вища               | член Політичної партії «Громадянська позиція» | ДЮСШ м. Ланівці, тренер                                 |
| 6                                                       | Присяжнюк Тетяна Вікторівна   | 05.11.2010            | вища               | член Політичної партії «Громадянська позиція» | Вишгородоцький СБК, директор                            |
| 16                                                      | Кононюк Олександр Михайлович  | 05.11.2010            | середня спеціальна | член Політичної партії «Громадянська позиція» | тимчасово не працює                                     |
| Соціалістична партія України                            |                               |                       |                    |                                               |                                                         |
| 11                                                      | Боярчук Надія Іванівна        | 05.11.2010            | середня спеціальна | член Соціалістичної партії України            | фельдшерсько-акушерський пункт с. Вишгородок, акушерка  |
| 15                                                      | Блаженко Діана Юріївна        | 05.11.2010            | вища               | член Соціалістичної партії України            | декретна відпустка                                      |
| Самовисування                                           |                               |                       |                    |                                               |                                                         |
| 4                                                       | Попович Олег Іванович         | 05.11.2010            | середня спеціальна | позапартійний                                 | Вишгородоцька загальноосвітня школа І-ІІІ ст., вчитель  |
| 10                                                      | Задарей Роман Сергійович      | 05.11.2010            | вища               | позапартійний                                 | тимчасово не працює                                     |